# Station Kandangan
Kandangan is een spoorwegstation in de Indonesische provincie Oost-Java.

## Bestemmingen
- KRD Sulam: naar Station Surabaya Pasarturi en Station Lamongan
- KRD Bojonegoro: naar Station Surabaya Pasarturi en Station Bojonegoro
- KRD Babat: naar Station Surabaya Pasarturi en Station Babat